# Copa do Brasil de Futsal Feminino de 2018
A Copa do Brasil de Futsal Feminino de 2018 foi a segunda edição da competição de futebol de salão feminina do Brasil, organizada pela Confederação Brasileira de Futebol de Salão. Nesta edição dez equipes participaram do torneio. A equipe do Cianorte Futsal foi a campeã do torneio, após bater o Taboão da Serra na final.

## Participantes
| Equipe                    | Cidade                | Participação |
| ------------------------- | --------------------- | ------------ |
| Alfa de Alta Floresta [a] | Alta Floresta d'Oeste | 2ª           |
| APCEF                     | Brasília              | 2ª           |
| Cianorte Futsal           | Cianorte              | 1ª           |
| Cometa da Vila Amaral     | Jaboticaba            | 1ª           |
| Leoas da Serra            | Lages                 | 2ª           |
| Minas Brasília            | Brasília              | 1ª           |
| Palmense                  | Palmas                | 1ª           |
| São José                  | São José dos Campos   | 1ª           |
| Taboão da Serra           | Taboão da Serra       | 1ª           |
| Valência                  | Boa Vista             | 1ª           |

[a] Desistiu da disputa antes do inicio do torneio.

## Primeira fase
A primeira fase foi composta por 6 clubes em jogos regionais.
|  | Classificado às Semifinais        |
|  | Classificados para a segunda fase |

| Mandante        | Total  | Visitante       | 1º jogo | 2º Jogo |
| --------------- | ------ | --------------- | ------- | ------- |
| Leoas da Serra  | 3 - 4  | Cianorte Futsal | 1 - 1   | 2 - 3   |
| APCEF           | 2 - 11 | Minas Brasília  | 0 - 7   | 2 - 4   |
| Taboão da Serra | 3 - 2  | São José        | 2 - 2   | 1 - 0   |

## Segunda fase
A segunda fase foi disputa pelas duas equipes classificadas da fase anterior juntamente com as equipes previamente classificadas por sorteio.
| Mandante              | Total  | Visitante       | 1º jogo | 2º Jogo |
| --------------------- | ------ | --------------- | ------- | ------- |
| Palmense              | 3 - 13 | Minas Brasília  | 1 - 4   | 2 - 9   |
| Cometa da Vila Amaral | 4 - 8  | Cianorte Futsal | 2 - 6   | 2 - 2   |

## Fase final
Chaveamento final
Em itálico equipes que fazem o segundo jogo em casa, em negrito equipes classificadas.
|  | Semifinais      | Semifinais      | Semifinais | Semifinais |      |                 | Final | Final | Final | Final |
|  |                 |                 |            |            |      |                 |       |       |       |       |
|  | Minas Brasília  | 0               | 3          | 3          |      |                 |       |       |       |       |
|  | Taboão da Serra | 4               | 4          | 7          |      |                 |       |       |       |       |
|  | Taboão da Serra | 4               | 4          | 7          |      | Taboão da Serra | 4     | 2(2)  | 6(2)  |       |
|  |                 |                 |            |            |      | Taboão da Serra | 4     | 2(2)  | 6(2)  |       |
|  |                 | Cianorte Futsal | 4          | 2(3)       | 6(3) |                 |       |       |       |       |
|  | Cianorte Futsal | Cianorte Futsal | 4          | 2(3)       | 6(3) | 6               | 7     | 13    |       |       |
|  | Cianorte Futsal |                 |            |            |      | 6               | 7     | 13    |       |       |
|  | Valência        | 2               | 1          | 3          |      |                 |       |       |       |       |

### Semifinais
Ida
| 3 de agosto de 2018 | Taboão da Serra                                     | 4 – 0     | Minas Brasília | Ginásio Zé do Feijão, Taboão da Serra, SP |
| 19:30h              | Luana 16' 1T, 4' 2T · Susana 5' 2T · Natália 13' 2T | Relatório |                |                                           |

| 11 de agosto de 2018 | Valência       | 2 – 6     | Cianorte Futsal                                                   | Ginásio Hélio Campos, Boavista, RR |
| 19:30h               | Joveline 2T 2T | Relatório | Jéssica 1T, 2T · Luana 1T · Ana Clara 2T · Leidiane 2T · Julia 2T |                                    |

Volta
| 17 de agosto de 2018 | Minas Brasília                          | 3 – 3     | Taboão da Serra                                              | Ginásio do Cruzeiro, Brasília |
| 19:30h               | Robinha 3' 2T, 13' 2T · Victoria 15' 2T | Relatório | Andreza Navarro 10' 1T · Lorrana Dias 12' 1T · Andrea 19' 2T |                               |

| 18 de agosto de 2018 | Cianorte Futsal                    | 7 – 1     | Valência | Ginásio Tancredão, Cianorte, PR |
| 19:30h               | Camila , · Angela , · Jane · Luana | Relatório | Érica    |                                 |

### Finais
Ida
| 15 de Setembro de 2018 | Taboão da Serra                       | 4 – 4     | Cianorte Futsal                                  | Ginásio Zé do Feijão, Taboão da Serra, SP |
| 20:00h                 | Luana , 2T · Adrielle 2T · Natalia 2T | Relatório | Leidjane 1T · Vanessa 1T · Angela 2T · Camila 2T |                                           |

Volta
| 22 de Setembro de 2018 | Cianorte Futsal           | 2(3) – (2)2 | Taboão da Serra | Ginásio Tancredão, Cianorte, PR |
| 20:00h                 | Vanessinha 1T · Angêla 2T | Relatório   | Luana 1T, 2T    | Público: 1,300                  |

|                            |     | Penalidades               |  |
| Vanessinha Luana Jane Jejé | 3–2 | Paola Britez Lôra ? Drika |  |

## Premiação
| Copa do Brasil de Futsal Feminino 2018 |
| Paraná                                 |
| -------------------------------------- |
| Cianorte Futsal Campeão (1º título)    |